# Ауґустово (Злотовський повіт)
Ауґустово (пол. Augustowo, нім. Augustendorf; before 1914: Augustowo) — село в Польщі, у гміні Краєнка Злотовського повіту Великопольського воєводства.
Населення — 169 осіб (2011).
У 1975-1998 роках село належало до Пільського воєводства.

## Демографія
Демографічна структура станом на 31 березня 2011 року:
|          | Загалом | Допрацездатний вік | Працездатний вік | Постпрацездатний вік |
| -------- | ------- | ------------------ | ---------------- | -------------------- |
| Чоловіки | 83      | 26                 | 52               | 5                    |
| Жінки    | 86      | 15                 | 55               | 16                   |
| Разом    | 169     | 41                 | 107              | 21                   |